# Mielichhoferia
Mielochhoferia és un gènere de molses de la família de les briàcies. Un centenar d'espècies distribuïdes arreu del món formen part d'aquest gènere, dos de les quals són autòctones als Països Catalans.

## Descripció
Les espècies d'aquest gènere són molses que formen gespets molt densos. Presenten uns caulidis (tiges falses) ramificats, prims i de fins a 3 centímetres d'alt. Els caulidis estan poblats d'uns fil·lidis (falses fulles) imbricats, ovats o lanceolats, denticulats a l'àpex i de nervi percurrent (arriba fins l'àpex del fil·lidi però no el supera). Les cèl·lules de la làmina del fil·lidi són rombals, llargues i de parets primes tot i que també poden ser gruixudes, mentre que les cèl·lules de la base del fil·lidi són rectangulars. Presenta unes càpsules erectes en forma de pera i de peristoma senzill. Generalment creixen sobre roques i poden tolerar els metalls pesants.

## Taxonomia
Les següents espècies es troben als Països Catalans:
- Mielichhoferia elongata
- Mielichhoferia mielichhoferiana